# Partido judicial de Zaragoza
El Partido Judicial de Zaragoza, es el partido judicial n.º 3 de la provincia de Zaragoza en la comunidad autónoma de Aragón.
El ámbito territorial, que viene regulado por el Real Decreto 529/1983, de 9 de marzo, comprende los municipios:
Alagón, Alcalá de Ebro, Alfajarín, Almochuel, Almonacid de la Cuba, Azuara, Bárboles, Belchite, Boquiñeni, Botorrita, El Burgo de Ebro, Cabañas de Ebro, Cadrete, Codo, Cuarte de Huerva, Farlete, Figueruelas, Fuendetodos, Fuentes de Ebro, Gallur, Gelsa, Grisén, Herrera de los Navarros, Jaulín, La Joyosa, Lagata, Lécera, Leciñena, Letux, Longares, Luceni, Luesma, Magallón, Mallén, María de Huerva, Mediana de Aragón, Mezalocha, Monegrillo, Moneva, Moyuela, Mozota, Muel, Novillas, Nuez de Ebro, Osera de Ebro, Pastriz, Pedrola, Perdiguera, Pina de Ebro, Pinseque, Pleitas, Plenas, Puebla de Albortón, la Puebla de Alfindén, Quinto, Samper del Salz, San Mateo de Gállego, Sobradiel, Torres de Berrellén, Tosos, Utebo, Valmadrid, Villafranca de Ebro, Villamayor de Gállego, Villanueva de Gállego, Villanueva de Huerva, Villar de los Navarros, Zaragoza y Zuera.